# لیور راز
لیور راز (عبری: ליאור רז‎؛ زادهٔ ۲۴ نوامبر ۱۹۷۱) بازیگر اسرائیلی است. از فیلم‌ها یا برنامه‌های تلویزیونی که وی در آن نقش داشته است می‌توان به مریم مجدلیه، عملیات نهایی، اتاق شلوغ، و گلادیاتور ۲ اشاره کرد.

## زندگی
راز در شهرک اسرائیلی معاله آدومیم در هفت کیلومتری اورشلیم به دنیا آمد و بزرگ شد. پدر و مادر او از عراق و الجزایر به اسرائیل مهاجرت کردند. پدرش در اسرائیل در شایتت ۱۳ و شاباک خدمت می‌کرد و بعداً یک نهالستان را دایر کرد. مادرش معلم است. زبان مادری او عبری است. راز با پدر و مادربزرگش در خانه و با برخی از کارگران عرب (که همبازی‌های دوران کودکی او بودند) در نهالستان پدرش به زبان عربی بزرگ شد.
راز با بازیگر اسرائیلی میتال بردا ازدواج کرده و دارای چهار فرزند است. آنها در رمت هشارون، اسرائیل اقامت دارند.